# Écurat
Écurat är en kommun i departementet Charente-Maritime i regionen Nouvelle-Aquitaine i västra Frankrike. Kommunen ligger  i kantonen Saintes-Ouest som ligger i arrondissementet Saintes. År 2022 hade Écurat 445 invånare.

## Befolkningsutveckling
Antalet invånare i kommunen Écurat
Referens:INSEE